# Dominique Gonzalez-Foerster
Dominique Gonzalez-Foerster é uma artista francesa de arte contemporânea que conta com uma exposição permanente no Centro de Arte Contemporânea Inhotim, em Brumadinho, no estado brasileiro de Minas Gerais. Foi a ganhadora do Prêmio Marcel Duchamp no ano de 2002.